# Bruno Seidlhofer
Bruno Seidlhofer (Vienne, 5 septembre 1905 – Vienne, 19 février 1982) est un pianiste autrichien. Il a été, pendant plus de quarante ans, un légendaire professeur de piano à l’Académie de musique de Vienne. Parmi les élèves de Seidlhofer figurent Alice Ader, Martha Argerich, Raffi Armenian, Rudolf Buchbinder, Nelson Freire, Peter Efler, Friedrich Gulda, Claudia Hoca, Daniel Pollack et Lars Sellergren.

## Biographie
Seidlhofer étudie l'orgue, le clavecin, le piano, le violoncelle et la composition avec Franz Schmidt. Il est également en contact étroit avec la nouvelle école de Vienne autour d'Arnold Schönberg et surtout d'Alban Berg. En 1938, il transcrit L'Art de la fugue pour piano à quatre mains.
Dès sa jeunesse, Seidlhofer est réputé à l'échelle internationale en tant que pianiste et comme brillant professeur de piano. De 1938 à 1980, il a enseigné le piano à l'Académie de musique de Vienne, parfois même l'orgue et le clavecin. Pendant longtemps il a également été engagé comme professeur à l'Académie de musique de Cologne. Il a été nommé professeur en 1943.
Bruno Seidlhofer a été invité à donner des classes de maître dans les universités partout dans le monde, notamment au Brésil, au Japon, en Scandinavie et en Italie. Il a été membre de jurys dans les plus prestigieux concours de piano, notamment à Moscou, Genève, Vienne et Varsovie.